# سیمونه سیمونس
سیمونه یوهانا ماریا سیمونس (به انگلیسی: Simone Johanna Maria Simons) خوانندهٔ متزو سوپرانوی هلندی است که بیشتر به‌عنوان خوانندهٔ گروه سیمفونیک متال اپیکا شناخته شده‌است.

## درباره
سیمونه از سن ده سالگی علاقه‌اش به موسیقی را نشان می‌داد. مدت یک سال به آموختن فلوت مشغول شد و یک سال هم به تمرین آواز در سبک جز/پاپ پرداخت. در پانزده سالگی و در پی شنیدن آلبوم Oceanborn نایت ویش، به فراگیری آواز در سبک کلاسیک روی آورد. در سال ۲۰۰۲ به مدت ۲ ماه به خواندن در یک گروه کر مشغول شد و در فاصله‌ای کوتاه به‌عنوان خوانندهٔ اصلی به اپیکا پیوست. او قبل از آن با گیتاریست اپیکا مارک یانسن، روابط عاشقانه داشت و در نوشتن متن آهنگ‌های اپیکا با او همکاری می‌کرد.
در ژانویهٔ سال ۲۰۰۸ در وب‌گاه رسمی اپیکا خبری مبنی بر ابتلای سیمونه به یک بیماری باکتریایی خطرناک درج شد. این بدان معنی بود که آن‌ها مجبور بودند اجراها و برنامهٔ تورهای پیش روی گروه را لغو کنند. در ماه فوریه اعلام شد که سیمونه نسبتاً بهبود یافته اما هنوز قادر به همراهی گروه برای اجراهای‌شان نیست. در ماه مارس گروه تور آمریکایشان را با همراهی آماندا سامرویل به‌عنوان خوانندهٔ جایگزین برگزار کردند و سرانجام در ۱۱ مه ۲۰۰۸ سیمونه که کاملاً بهبودی یافته‌بود، اپیکا را در یک کنسرت درون‌مرزی همراهی کرد.
آهنگ محبوب او برای اجرا، «Reprendo mai più» از آثار اما شاپلین است.